# Platja de l’Estanyet

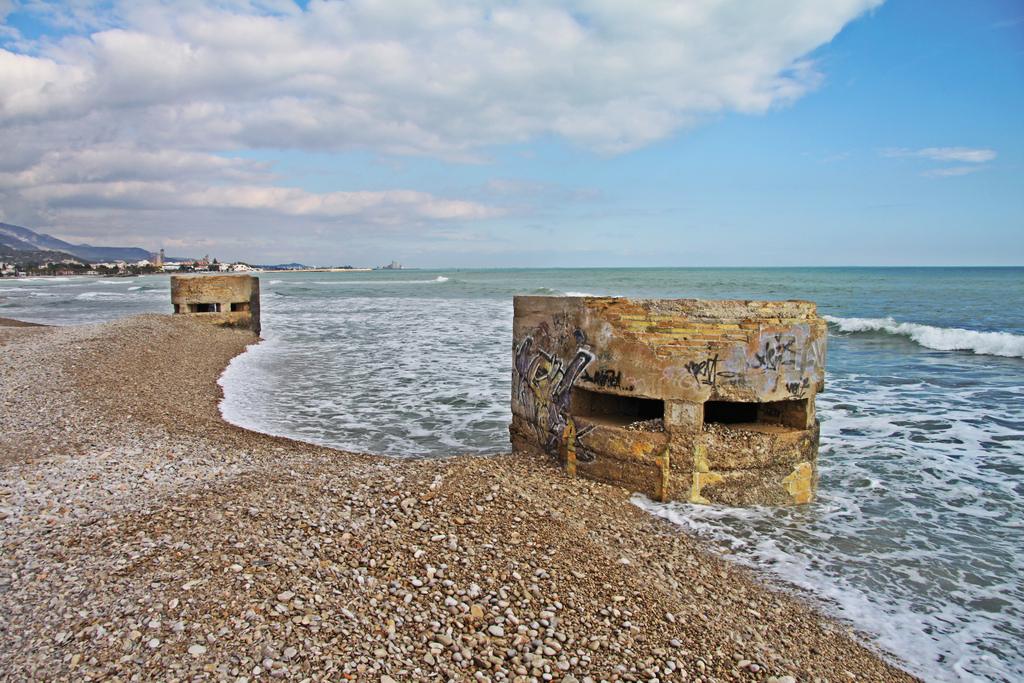
Bunker an der Platja de l’Estanyet

Platja de l’Estanyet ist ein Kiesel-Strand in der Gemeinde Alcanar in der Comarca Montsià in der Provinz Tarragona im äußersten Süden Kataloniens in Spanien.
Der Strand ist 460 Meter lang und 10 Meter breit und liegt zwischen der Platja del Marjal und dem Küstenabschnitt Camaril oder Sòl de Riu. Die Küste ist steinig, so dass sie gute Tauchmöglichkeiten bietet. Die Wasserqualität ist mit dem Umweltzeichen Blaue Flagge ausgezeichnet.
Die Infrastruktur der Platja de l’Estanyet umfasst Parkplätze, Restaurants und Camping-Gelegenheiten. Am Strand finden sich darüber hinaus zwei Bunker aus der Zeit des Spanischen Bürgerkrieges. Sie wurden von der republikanischen Armee zur Verteidigung gegen einen möglichen Angriff faschistischer Truppen von den Balearen aus gebaut.